# Minas Gerais (A-11)
La NAeL (Navio-Aeródromo Ligeiro) Minas Gerais è stata una portaerei che ha servito per oltre quattro decenni nella Marina Brasiliana dopo avere in precedenza preso parte alla seconda guerra mondiale e servito nelle Marine del Regno Unito e dell'Australia.

## Servizio
La sua costruzione, che avvenne nel cantiere navale Swan Hunter de Wallsend nella contea di Tyne and Wear, iniziò il 16 novembre 1942. La nave venne varata il 23 febbraio 1944 e apparteneva alla Classe Colossus portaerei leggere costruite dai britannici nella parte finale del secondo conflitto mondiale.

### HMS Vengeance (R71)
La nave, battezzata HMS Vengeance (R 71), entrò in servizio il 15 gennaio 1945 e venne assegnata alla Flotta del Pacifico, inviata in Estremo Oriente ed inquadrata nell'11º Squadrone insieme alle gemelle HMS Colossus, HMS Glory e HMS Venerable. Ciascuna portaerei imbarcava circa quaranta velivoli tra caccia F4U Corsair e bombardieri in picchiata/aerosiluranti Fairey Barracuda.
Al termine delle ostilità venne inviata a rioccupare Hong Kong liberata dai giapponesi allo scopo di prevenire eventuali colpi di mano cinesi e successivamente insieme alle gemelle effettuò dei viaggi in India e Australia per il rimpatrio dei prigionieri di guerra.
Dopo il ritorno in patria la HMS Vengeance per due anni ebbe il ruolo di nave insegna del 3º Squadrone Portaerei.

### HMAS Vengeance (R71)
La nave venne prestata poi alla Marina Australiana, dove entrò in servizio il 13 novembre 1952. Durante il servizio sotto la bandiera dell'Australia svolse servizio di scorta allo yacht reale Gothic e imbarcò a bordo gli aerei del 77º Squadrone della RAAF di ritorno dal Giappone. Dopo tre anni di servizio ritorno nell'emisfero meridionale la Vengeance il 12 agosto 1955 ritornò alla Royal Navy ed il successivo 25 ottobre venne radiata dalla Marina Australiana.

### Minas Gerais (A-11)
Dopo il ritorno nel Regno Unito la nave venne acquistata dal Brasile il 14 dicembre 1956 e ribattezzata Minas Gerais dal nome dello stato federato in cui era nato il Presidente Juscelino Kubitschek e fu la seconda unità ad avere questo nome dopo una corazzata della Classe Minas Gerais in servizio dal 1908 al 1952.

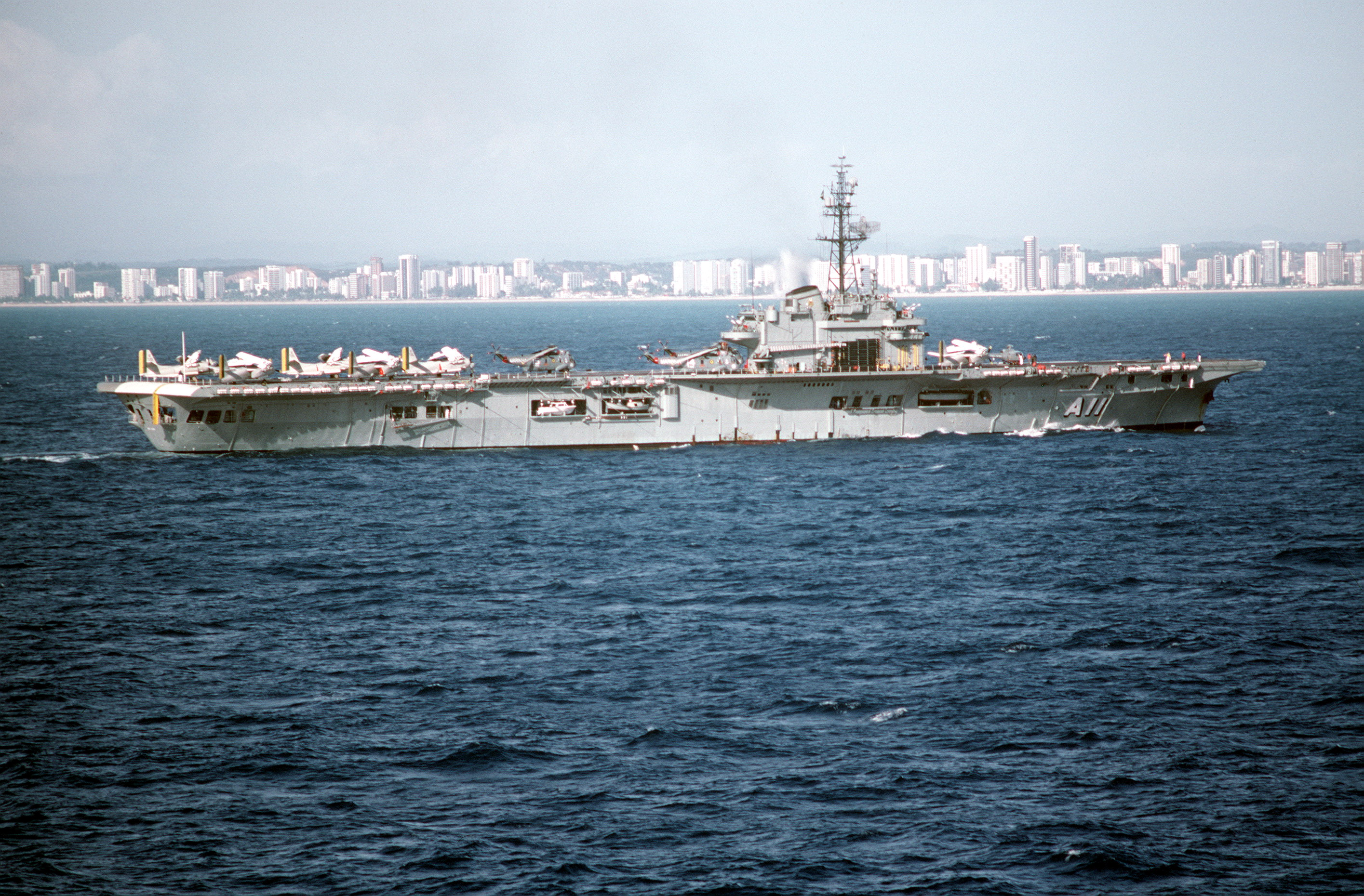
La portaerei Minas Gerais nel 1984

Dopo l'acquisto da parte del Brasile la nave venne inviata nei Paesi Bassi per lavori di riammodernamento, svolti a Rotterdam, che ebbero inizio nel giugno 1957, nel corso dei quali venne dotata di una nuova catapulta, di un ponte angolato di 8°, di una nuova isola e nuovi sistemi radar di fabbricazione statunitense.
L'armamento venne modificato con la rimozione dei pom pom e delle mitragliere da 20mm e l'installazione di 12 nuovi cannoni antiaerei Bofors da 40mm in due impianti quadrupli e due impianti binati.
Al termine dei lavori di ammodernamento, il 18 ottobre del 1960 la nave ritornò in Inghilterra per una serie di prove di decollo e appontaggio di aerei della Royal Air Force. Nel corso delle prove vennero effettuati 27 decolli di Fairey Gannet e 34 decolli di Sea Hawk. Al termine del ciclo di prove la portaerei entrò in servizio il 6 dicembre 1960 con compiti di sorveglianza costiera antisommergibile. Vennero donati dalla US Navy aerosiluranti Avenger che vennero usati per compiti addestrativi, due dei quali prima di essere ceduti al Brasile avevano servito nelle aviazioni di Paesi Bassi e Francia.
L'acquisto della portaerei all'epoca suscitò attriti tra la Marinha do Brasil e la Força Aérea Brasileira, in quanto le due Forze armate rivendicavano il controllo dei velivoli imbarcati. Il 6 febbraio 1957, venne all'uopo creato il 1º Grupo de Aviação Embarcada della FAB, organizzato con due squadroni con aerei S-2 Tracker, uno da caccia e un altro da pattugliamento. La questione della componente ad ala fissa imbarcata venne risolta nell'agosto 1964 dal Presidente Castelo Branco che garantiva alla FAB il possesso dei velivoli ad ala fissa imbarcati, mentre l'aviazione navale brasiliana ha potuto operare a bordo con i propri velivoli ad ala rotante, dopo che con un nuovo decreto del 1965 la Força Aeronaval ha potuto dotarsi di elicotteri SH-34J cedendo all'Aeronautica Brasiliana i suoi aerei da addestramento P-3 Pilatus e T-28 Trojan. In seguito a tale provvedimento il GAE (Grupo Aereo Embarcado), venne riconfigurato in tre squadroni, uno da caccia, uno da pattugliamento, entrambi con S-2 Tracker ed uno antisommergibile con elicotteri SH-34J, successivamente sostituiti dai Sea King, costruiti in Italia dall'Agusta su licenza Westland ed armati con missili antinave Exocet AM39.
Durante il suo servizio con la Marina Brasiliana partecipò a molte esercitazioni navali internazionali, tra cui la UNITAS.
Negli anni settanta venne acquistata una versione più moderna del Tracker S-2E, denominata P-16E.
Dal 1976 e fino al 1980 venne sottoposto a lavori di manutenzione e ammodernamento. Nel corso degli anni ottanta durante le esercitazioni venne anche impiegata in operazioni anfibia utilizzando elicotteri UH-12/13 Esquilo o Super Puma.
Dopo la Guerra delle Falkland la Marina Brasiliana mostrò interesse all'acquisto degli A-4 Skyhawk da fare operare a bordo della portaerei, ma problemi di bilancio, una legge che affidava esclusivamente all'aeronautica il controllo dei velivoli ad ala fissa ed il fatto che tale aereo non era prioritario per le esigenze dell'Aviazione Brasiliana i cui interessi erano rivolti all'acquisto degli AMX fecero tramontare questa ipotesi.
Nel dicembre 1987, durante la partecipazione all'esercitazione Dragon XXIII ebbe notevoli problemi alla catapulta.
Nel 1991 la nave venne sottoposta nuovamente a lavori di manutenzione generale, nel corso dei quali ebbe notevoli modifiche all'elettronica di bordo con l'installazione di un sistema di fabbricazione nazionale denominato SICONTA che centralizzava i dati di tutti i sensori di bordo e con sistema datalink con ripetitore radar delle fregate Niteroi. L'elettronica di bordo venne configurato in un radar di ricerca aerea a lungo raggio Lockheed SPS-40B in banda E/F il cui raggio d'azione era di 320km, un radar di ricerca aerea e di superficie Plessey AWS-4 in banda E/F, radar di navigazione Signaal ZW-06 e radar Scanter Mil-Par in banda I del sistema di ripetizione delle Niteroi. Il sistema EW era costituito da lanciachaff/decoy Plessey Shield e un sistema ESM Racal Cutlass B-1.
Altra modifica importante fu la sostituzione dei cannoni da 40mm con tre lanciamissili binati per missili SIMBAD/Mistral.
Nel 1995-96, la catapulta venne sostituita con quella della gemella argentina Veinticinco de Mayo ormai non più operativa e ormai prossima alla radiazione. Il 9 ottobre 1996 dal ponte della nave avvenne l'ultimo decollo di un S-2 Tracker monoposto dell'Aviazione brasiliana.
L'Armada Argentina allo stesso tempo si servì della Minas Gerais per addestrare i piloti del GAE della Veinticinco de Mayo in disarmo e nel 1997 i Super Etendard della Veinticinco de Mayo effettuarono una serie di decolli e appontaggi dalla portaerei brasiliana.
Nello stesso anno il Brasile acquistò dal Kuwait 23 A-4 Skyhawk, di cui 20 McDonnell Douglas A-4 Skyhawk, ridenominati AF-1 (A-4KU), da attacco al suolo e 3 addestratori AF-1A (TA-4KU), già utilizzati dalla Aeronautica militare del Kuwait e sopravvissuti alla Guerra del Golfo che con un nuovo decreto dell'8 aprile 1998 del presidente Cardoso vennero assegnati alla Força Aeronaval per essere imbarcati sulla portaerei.
Gli aerei vennero consegnati al Brasile nel 1998 e dopo estensivi ammodernamenti divennero operativi nel 2001, quando tra il 13 e il 24 gennaio dal ponte di volo della portaerei vennero svolti da tre A-4 Skyhawk le prime prove di decollo e appontaggio con piloti dell'aviazione Navale Brasiliana.
Nel 2000 intanto il Brasile aveva acquistato dalla Francia la portaerei Foch, della Classe Clemenceau, che ribattezzata São Paulo è stata consegnata ai brasiliani il 15 novembre 2000. In seguito all'arrivo della nuova portaerei gli alti costi di gestione di due portaerei e il fatto che la Minas Gerais potesse imbarcare non più di 12 aerei moderni, venne offerta all'Argentina, che date le condizioni di usura della nave e gli alti costi di manutenzione rifiutò l'offerta. La Minas Gerais venne prima usata come portaelicotteri e il 16 ottobre 2001 messa in disarmo, ultima portaerei della Classe Colossus ad essere ritirata dal servizio.
Nel 2002 il governo brasiliano la mise all'asta e il Brasile ricevette ben 12 offerte di acquisto, 9 delle quali per demolizione, date le 16000 tonnellate di acciaio di alta qualità dello scafo. Il 22 luglio la nave venne venduta ad una compagnia di Hong Kong che intendeva utilizzarla per ormeggiarla a Zhoushan, presso Shanghai in Cina e trasformarla in nave museo con bar e negozi. Nell'ottobre 2003 tuttavia il contratto venne rescisso e per la Minas Gerais questo significò la demolizione.
Nel 2002 venne avviata una campagna denominata Save the Vengeance che intendeva sensibilizzare la pubblica opinione per l'acquisto della nave per trasformarla in nave museo, ma tale iniziativa non ebbe successo e così la portaerei indiana INS Vikrant, ex HMS Hercules, trasformata in nave museo a Mumbai, a sua volta demolita nel 2014, rimase l'unica portaerei britannica sopravvissuta al secondo conflitto mondiale.
La Minas Gerais, dopo essere rimasta ancorata a Rio de Janeiro tra il 2002 e il 2004, venne rimorchiata nel febbraio 2004 ad Alang in India, dove, tra il 2004 e il 2005 fu demolita.